# Rukovac
Koordinati:   43°01′28″N, 16°12′45″E
Rukovac je manjše naselje in istoimenski zaliv na otoku Visu (Hrvaška).
Rukovac je okoli 300 metrov dolg in od 80 do 60 metrov širok zaliv, ki je z lokalno cesto mimo zaselka Podstražje povezan na csto Vis - Komiža. Naselje leži na južni obali otoka in ga sestavljajo predvsem počitniške hiše. Kraj ima okoli 20 metrov dolg pomol, pri katerem je morje globoko do 3 metre.
Rukovac je najvarnejši kraj za sidranje na vsej južni obali otoka. Pred vstopom v zaliv leži otoček Ravnik, zato je zaliv varen pred vsemi vetrovi, tudi pred jugom.